# マルゲリータ (ピッツァ)

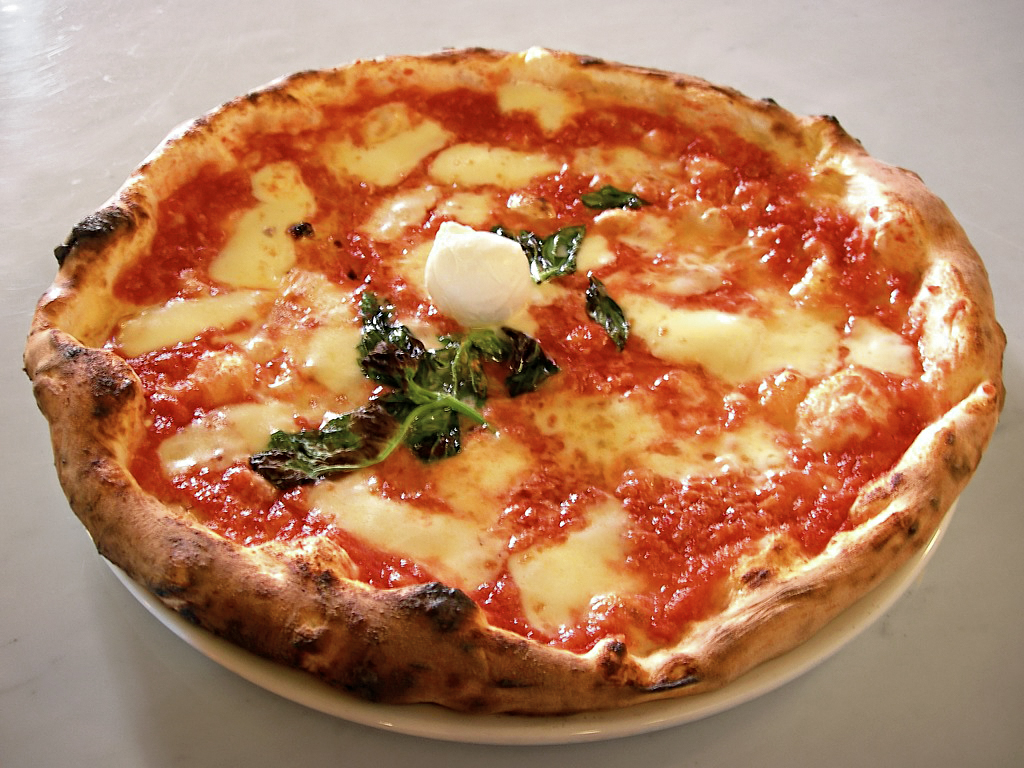
マルゲリータ

マルゲリータは、イタリア料理のピザ（ピッツァ）の種類の1つで、ナポリピッツァの代表でもある。トマトソースの上に、具材としてモッツァレラチーズとバジルの葉を載せたもの。イタリア語ではpizza Margheritaといい、そのままピッツァ（ピザ）・マルゲリータと呼ぶことも多い。

## 逸話

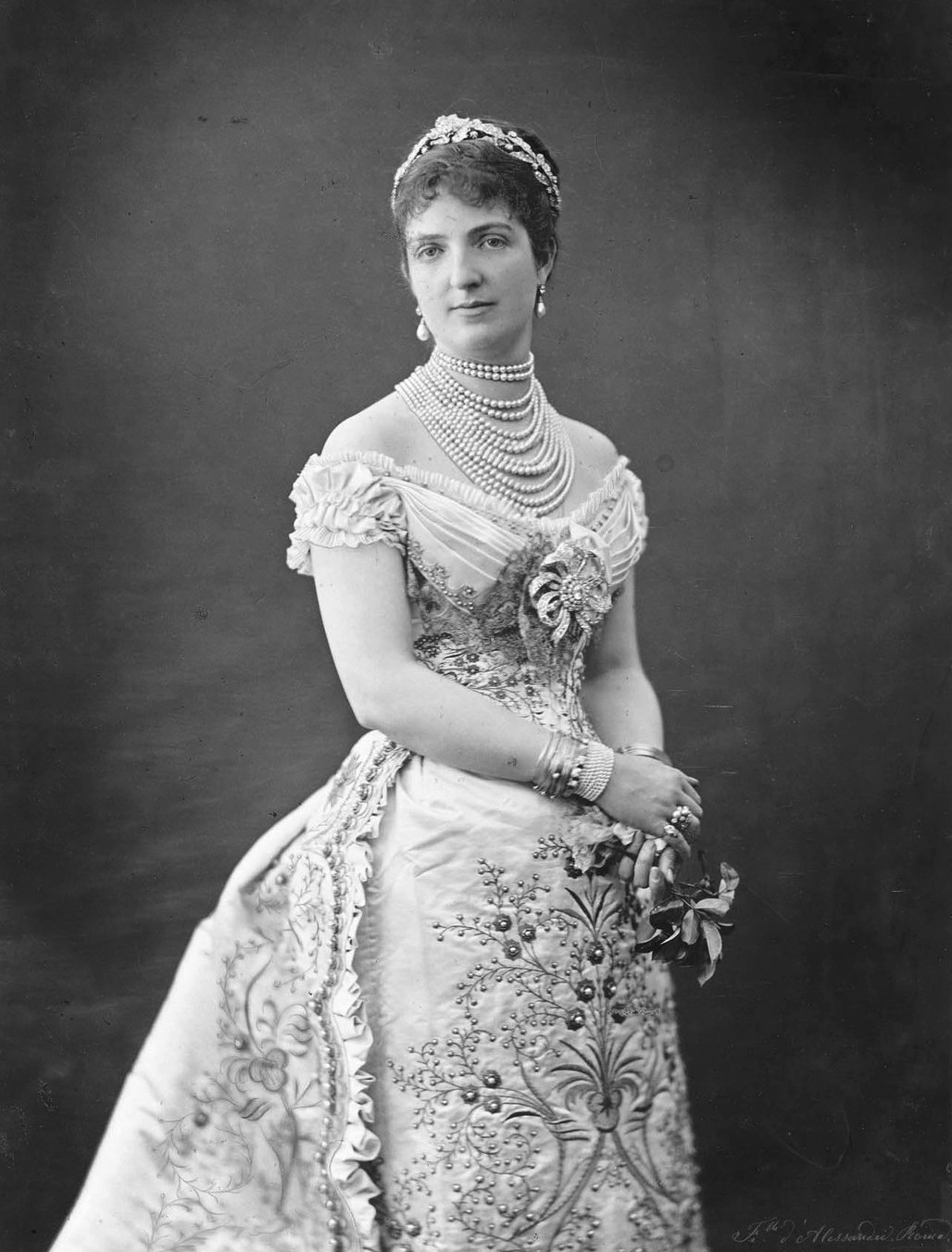
マルゲリータ王妃（1888年）

イタリアの国旗

1889年6月11日、ウンベルト1世とその王妃マルゲリータがナポリを訪れた際、当時最高のピッツァ職人と目されたラッファエーレ・エスポージトとその妻ローザにピッツァを作らせた。2人が焼いたのは、1つ目はバジルとラードを乗せたもの、2つ目はトマトのトッピング、そして3つ目はトマトソースにモッツァレラチーズ、バジルを乗せて焼いたものだった。トマトソースの赤、モッツァレラチーズの白、バジルの緑とイタリアの国旗の色合いを王妃が大変に気に入ったことから、エスポージトは3つ目のピザを「マルゲリータ」と名付けた。エスポージトはこのことを自身のピッツェリア「ピエトロ・エ・バスタ・コジ」 (Pietro e Basta Così) の宣伝に用いており、いまでもそのピッツェリア（ピッツェリア・ブランディ Pizzeria Brandiと改名している）には王室からの書簡が飾られている。
上記の逸話から、この時がマルゲリータの発明であり、その名はイタリア王妃マルゲリータ・ディ・サヴォイア＝ジェノヴァに由来すると信じられている。ただし、マルゲリータの具材は19世紀を通してナポリで一般的なものであり、少なくともエスポージトの発明品ではないと考えられる。アンジェロ・フォルジョーネ (Angelo Forgione) によれば、トマトソースの上にスライスしたモッツァレラを花びらのように並べてバジルの葉を添えれば、それはマルゲリータの名に値したと思われる。